# Björn Ragnarsson
Björn Ragnarsson detto Fianco di Ferro (in norreno Björn Ragnarsson Járnsíða; 794 circa – 876 circa) è stato un semi-leggendario re della Svezia vissuto, a seconda delle fonti, tra la fine dell'VIII secolo e la fine del IX secolo, ed è indicato come il capostipite del Casato di Munsö. All'inizio del XIX secolo, archeologi sostennero che il tumulo dell'isola di Munsö, che prendeva nome da un re Björn, fosse proprio la tomba di Fianco di Ferro.

## Cronache cristiane
Gli Annales Bertiniani e il Chronicon Fontanellense raccontano di un capo vichingo di nome Berno, che portò il saccheggio lungo la Senna nell'850, e nel 1070 Guglielmo di Jumièges lo ricorda come Bier Costae ferreae (Bier Fianco di Ferro) e lo indica come Lotbroci regis filio (figlio di re Loðbrók).

## Saghe norrene

### Þáttr dei figli di Ragnarr
Il Ragnarssona þáttr (saga breve dei figli di Ragnarr) racconta che Björn era figlio del re svedese Ragnarr Loðbrók e di Aslaug Sigurdsdóttir, figlia di Sigfrido e Brunilde; era quindi fratello di Hvítserkr, Ívarr, Sigurðr ormr í auga, Ubbe, Hastein e Halfdan Ragnarsson.
Björn e i fratelli partirono dalla Svezia alla conquista di Selandia, Hreiðgotaland (qui inteso come Jutland), Gotland, Öland e isole minori, quindi si stabilirono a Lejre agli ordini di Ívarr.
Invidioso di queste vittorie, Ragnarr insediò Eysteinn Beli come suo vassallo sul trono di Svezia, perché lo difendesse dai suoi figli, poi attraversò il Baltico verso est per fare razzia e mostrare così il suo valore.
Eiríkr e Agnarr sbarcarono allora nel lago Mälaren e inviarono a Eysteinn una richiesta di sottomissione ai figli di Ragnarr, chiedendo inoltre in sposa per Eiríkr la figlia di Eysteinn, Borghild. Eysteinn rispose che avrebbe prima consultato i capoclan svedesi: questi rifiutarono la proposta e decisero invece di attaccare i ribelli. Seguì una battaglia che vide Eiríkr e Agnarr sopraffatti dalle forze svedesi: il secondo morì e il primo cadde prigioniero.
Eysteinn offrì a Eiríkr, in riparazione per Agnarr, tutto quel che avesse chiesto delle Uppsala öd (proprietà reali di Uppsala), oltre alla mano di Borghild. Eiríkr rispose fieramente che dopo una tale sconfitta non chiedeva altro che di poter scegliere il giorno della propria morte, e chiese quindi di essere trafitto da lance, dal basso, per venirne innalzato al di sopra degli uccisi. Il desiderio fu esaudito.
Frattanto in Selandia Áslaug e i figli Björn e Hvítserkr, raggiunti e turbati dalla notizia mentre stavano giocando a tafl, salparono alla volta della Svezia con un nutrito esercito al seguito. Sotto il nome di Randalin, Áslaug guidò la cavalleria attraverso il paese. Nella grande battaglia che seguì Eysteinn fu ucciso.
Scontento che i figli si fossero fatti giustizia da soli, Ragnarr al comando di due soli knarr, decise di prendere l'Inghilterra, ma fu sconfitto da Ælle II di Northumbria e gettato in una fossa di serpenti velenosi, dove morì.
Björn e i fratelli allora attaccarono Ælle, ma furono pesantemente respinti. In seguito alla disfatta, Ívarr Senz'Ossa chiese a Ælle pace e riparazione per suo padre, riuscendo a ottenere con l'astuzia terra sufficiente per fondare la città di York e rendendosi in questo modo popolare in Inghilterra. Invocò quindi i fratelli perché portassero un nuovo attacco, e nella battaglia poté così schierarsi al loro fianco, insieme a molti capoclan inglesi con al seguito le rispettive genti fedeli ai vichinghi. Ælle fu catturato e per vendetta sottoposto al supplizio dell'intaglio dell'aquila di sangue.
In seguito, Björn e i fratelli portarono il saccheggio in Inghilterra, Galles, Francia e Italia, fino a Luni. Al ritorno in Scandinavia, si divisero il regno in modo che a Fianco di Ferro toccassero Uppsala e la Svezia.

### Saga di Hervör
Secondo la Hervarar saga (saga di Hervör), Eysteinn Beli fu ucciso da Björn e dai fratelli, come riferito anche dalla saga di Ragnarr Loðbrók, che conquistarono l'intera Svezia. Morto Ragnarr, Björn Fianco di Ferro ereditò il paese ed ebbe due figli, Refill e Eiríkr Björnsson; quest'ultimo gli successe come re di Svezia, diventando cosí l'unico dei figli di Ragnarr a morire in tarda età.

## Nella cultura di massa
Nella serie televisiva canadese-irlandese Vikings, prodotta dal 2013 al 2021, Björn è interpretato da giovane dall'attore irlandese Nathan O'Toole, e da adulto dall'attore canadese Alexander Ludwig. In questa trasposizione, la madre di Björn non è Aslaug Sigurdsdóttir, ma Lagertha, prima moglie di Ragnarr.